# Dekommunisierung in der Ukraine

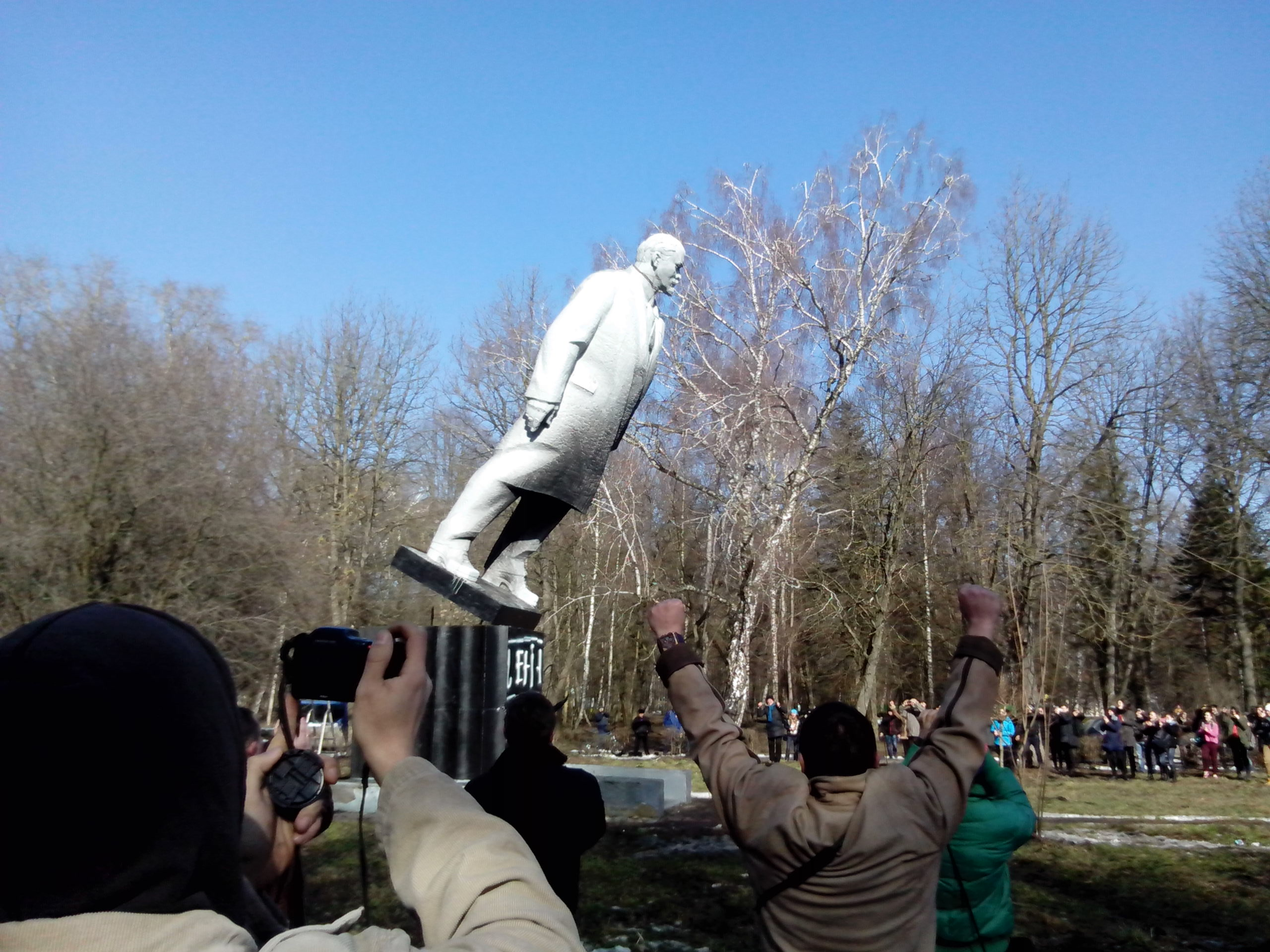
Demontage der Leninstatue in Chmelnyzkyj, 2014

Die Dekommunisierung in der Ukraine (ukrainisch декомунізація в Україні, auch mit Entkommunisierung übersetzt) bezeichnet eine Politik des ukrainischen Staates zur Entfernung von Reminiszenzen an die sowjetische Herrschaft über die Ukraine. Dazu beschloss das Parlament eine Folge von Gesetzen, an die sich die einzelnen Maßnahmen der Regierung und der Behörden anschlossen. Sie war „eine nachholende Entwicklung der revolutionären Umwälzung von 1989 bis 1991, die in der Ukraine auf halbem Weg steckengeblieben war“.

## Gesetze und Maßnahmen
Vorangetrieben wurde die Dekommunisierung durch den ukrainischen Präsidenten Petro Poroschenko und die ihn unterstützenden Parteien. Sie begann offiziell im April 2015 mit der Verabschiedung mehrerer Gesetze zum Verbot der Verwendung kommunistischer Symbole. Diese Gesetze wurden von Präsident Poroschenko am 15. Mai 2015 unterzeichnet und in Kraft gesetzt.
Die einzelnen Gesetze sind:
- Gesetz über die Verurteilung der kommunistischen und nationalsozialistischen totalitären Regime in der Ukraine und das Verbot der Propaganda mit deren Symbolen[5]
- Gesetz über den Zugang zu den Archiven der repressiven Organe des kommunistischen totalitären Regimes der Jahre 1917–1991[6]
- Gesetz über die Verewigung des Sieges über den Nazismus im Zweiten Weltkrieg von 1939–1945[7]
- Gesetz über den rechtlichen Status und die Erinnerung an die Kämpfer für die Unabhängigkeit der Ukraine im 20. Jahrhundert[8]

Damit begann eine halbjährige Phase, in der alle kommunistischen Denkmäler (außer den Denkmälern mit Bezugnahme auf den Zweiten Weltkrieg) zu entfernen waren und Plätze und Straßen mit kommunistischen Namen umbenannt wurden. Als Ergebnis dieser Bemühungen gab das Ukrainische Institut für Nationales Gedenken eine Liste mit umzubenennenden Orten heraus. Die Behörden auf Rajonsebene hatten bis zum 21. November 2015 Zeit, für die Umsetzung dieser Umbenennungen zu sorgen. Im Falle des Scheiterns wurden die Oblastbehörden bis zum Stichtag 21. Mai 2016 mit der Umsetzung beauftragt, danach wären die zu treffenden Entscheidungen für die Umbenennung vom Ministerkabinett der Ukraine durchzuführen gewesen.
Als Folge der Gesetze wurde die Kommunistische Partei der Ukraine am 24. Juli 2015 verboten. Auch wurden jetzt von staatlicher Seite Lenin-, Dserschinski-, Kirow- und Komsomoldenkmäler demontiert. (Schon seit dem Euromaidan 2013 hatten Antikommunisten einige Denkmäler demoliert.) „Der Sturz oder die Zerstörung von Lenin-Denkmälern symbolisiert die Ablehnung der sowjetischen Vergangenheit und der Herrschaft Moskaus.“ Ende 2016 wurde verkündet, dass im laufenden Jahr 1.320 Lenin-Denkmäler abgerissen und 51.500 Straßen umbenannt wurden.
Insgesamt wurden etwa 3 % aller bewohnten Ortschaften in der Ukraine umbenannt. Dazu verabschiedete die Werchowna Rada im Jahr 2016 folgende Beschlüsse:
- Beschluss 984-VIII der Werchowna Rada vom 4. Februar 2016, in Kraft getreten am 18. Februar 2016[12]
- Beschluss 1037-VIII der Werchowna Rada vom 17. März 2016, in Kraft getreten am 2. April 2016[13]
- Beschluss 1351-VIII der Werchowna Rada vom 12. Mai 2016, in Kraft getreten am 22. Mai 2016[14]
- Beschluss 1352-VIII der Werchowna Rada vom 12. Mai 2016, noch nicht in Kraft getreten[15]
- Beschluss 1353-VIII der Werchowna Rada vom 12. Mai 2016, in Kraft getreten am 22. Mai 2016[16]
- Beschluss 1374-VIII der Werchowna Rada vom 19. Mai 2016, in Kraft getreten am 3. Juni 2016[17]
- Beschluss 1377-VIII der Werchowna Rada vom 19. Mai 2016, in Kraft getreten am 3. Juni 2016[18]

Der Euromaidan und die russische Gewaltpolitik mit dem Überfall auf die Ukraine im Februar 2022 führten zu einer beschleunigten Aufarbeitung der kommunistischen Diktatur. So ließ Kiews Bürgermeister Vitali Klitschko im April 2022 ein sowjetisches Denkmal abreißen, das der „Wiedervereinigung“ zwischen Russland und der Ukraine gewidmet war. Ein vom ukrainischen Kulturministerium eingesetzter Expertenrat zur Überwindung der Folgen von Russifizierung und Totalitarismus legte im Juli 2023 Empfehlungen vor, denen zufolge bei Umbenennungen zuvor auf wissenschaftlicher Grundlage und in einem öffentlichen Dialog genau zu prüfen sei, welche Rolle eine Person in der Vergangenheit gespielt habe. Ein Denkmal für den bolschewistischen Kommandanten Mykola Schtschors sollte verlegt, eines für den sowjetischen General Nikolai Watutin in ein Museum versetzt werden.